# Anne Kjersti Kalvå
Anna Kjersti Kalvå, née le 5 juin 1992, est une fondeuse norvégienne.

## Carrière
Licenciée au Lundamo IL, elle connaît sa première sélection en compétition internationale en 2012, où elle prend part aux Championnats du monde junior.
Kalvå fait ses débuts en Coupe du monde en mars 2013 à Drammen, sans passer Les qualifications du sprint. Elle marque ses premiers points lors de la saison 2016-2017 au sprint de Toblach (28e). Elle est désormais régulièrement présente à ce niveau de compétition. En 2017-2018, elle court le Tour de ski pour la première fois et s'illustre sur une étape de distance, le dix kilomètres libre d'Oberstdorf, qu'elle achève au huitième rang. En 2019, elle remporte le classement général de la Coupe de Scandinavie.

## Palmarès

### Championnats du monde
| Épreuve / Édition        | Sprint                           | Sprint    | 10 km | 10 km                            | Poursuite / Skiathlon 2 × 7,5 km | 30 km                    | Relais                   | Relais               |
| Épreuve / Édition        | libre                            | classique | libre | classique                        | Poursuite / Skiathlon 2 × 7,5 km | 30 km                    | Sprint                   | 4 × 5 km             |
| Mondiaux 2021 Oberstdorf | Épreuve inexistante à cette date | —         | —     | Épreuve inexistante à cette date | 12e                              | 6e                       | —                        | —                    |
| Mondiaux 2023 Planica    | Épreuve inexistante à cette date |           |       | Épreuve inexistante à cette date |                                  | Médaille d'argent, monde | Médaille d'argent, monde | Médaille d'or, monde |

Légende :
- : première place, médaille d'or
- : deuxième place, médaille d'argent
- : troisième place, médaille de bronze
- : pas d'épreuve
- — : Non disputée par Kjersti Kalvå

### Coupe du monde
- Meilleur classement général : 26e en 2020.
- 4 podiums individuels : 1 victoire, 1 deuxième place et 2 troisièmes places.
- 2 podiums en épreuve par équipes : 1 victoire et 1 deuxième place.
- 2 podiums en épreuve par équipes mixte : 2 deuxièmes places.

#### Courses par étapes
- Tour de ski
  - 1 podium d'étape.

#### Détail des victoires individuelles
| Épreuve / Édition | Sprint | Sprint    | 10 km | 10 km     | Skiathlon 2 × 7,5 km | 20 km | 20 km     | 50 km | 50 km     | Tour de ski ou Finales ou Nordic Opening |
| Épreuve / Édition | Libre  | Classique | Libre | Classique | Skiathlon 2 × 7,5 km | Libre | Classique | Libre | Classique | Tour de ski ou Finales ou Nordic Opening |
| 2022-23           |        |           |       |           |                      |       | Lahti     |       |           |                                          |

| Saison / Épreuve | Général | Général | Distance | Distance | Sprint | Sprint | Tour de ski depuis 2007 | Finales / Ski Tour Canada depuis 2008 | Nordic Opening depuis 2011 |
| ---------------- | ------- | ------- | -------- | -------- | ------ | ------ | ----------------------- | ------------------------------------- | -------------------------- |
| Saison / Épreuve | Class.  | Points  | Class.   | Points   | Class. | Points | Tour de ski depuis 2007 | Finales / Ski Tour Canada depuis 2008 | Nordic Opening depuis 2011 |
| 2017             | 95e     | 15      | 72e      | 12       | 81e    | 3      |                         |                                       | 44e                        |
| 2018             | 50e     | 119     | 46e      | 50       | 48e    | 33     | 22e                     |                                       |                            |
| 2019             | 68e     | 52      | 64e      | 20       | 43e    | 32     |                         |                                       |                            |
| 2020             | 26e     | 320     | 25e      | 138      | 26e    | 82     |                         |                                       |                            |
| 2021             | 31e     | 186     | 29e      | 164      | 45e    | 22     |                         |                                       |                            |

### Coupe de Scandinavie
- Gagnante du classement général en 2019.
- 2 victoires.